# Aurora (Nebraska)
Aurora – miasto w Stanach Zjednoczonych, w stanie Nebraska, w hrabstwie Hamilton.